# Politique budgétaire
 (janvier 2009).
Si vous disposez d'ouvrages ou d'articles de référence ou si vous connaissez des sites web de qualité traitant du thème abordé ici, merci de compléter l'article en donnant les références utiles à sa vérifiabilité et en les liant à la section « Notes et références ».
La politique budgétaire est la politique publique par laquelle l'État fait varier le niveau des dépenses publiques. Elle englobe parfois la politique fiscale, qui renvoie plus spécifiquement à la modulation du niveau de l'imposition et des recettes publiques. 
La politique budgétaire fait partie des principales politiques économiques conjoncturelles en ce qu'elle permet de soutenir l'activité du système économique en période de crise, et d'équilibrer les dépenses en période favorable.

## Concept
L'expression de « politique budgétaire » est polysémique, et est à ce titre parfois utilisé au pluriel. Les politiques budgétaires correspondent aux décisions de politiques publiques de l'Etat, qui jouent sur l'augmentation ou la baisse des dépenses publiques, ainsi que de la modulation des recettes publiques. Une politique budgétaire peut être expansionniste, c'est-à-dire tendre à une augmentation des dépenses publiques, ou au contraire restrictive.  
La politique budgétaire permet de répondre à l'évolution de la conjoncture économique. Dans les périodes de creux économique, la puissance publique peut décider d'une augmentation des dépenses pour stimuler la croissance (relance budgétaire), ou de baisser l'imposition afin d'inciter à la consommation. A contrario, les périodes de croissance économique élevée doivent permettre la mise en place d'une discipline budgétaire qui permette de réduire le déficit public. 
Le terme est analogue au concept anglophone de fiscal policy, alors que la politique fiscale est traduite par tax policy. La politique fiscale désigne les modifications de l'imposition dont le but est d'atteindre des objectifs sociaux (redistribution, etc.) ou de modifier les comportements individuels (encouragement de l'emploi par un impôt négatif, etc.).

## Outils

### Dépenses publiques
Le premier outil de la politique budgétaire est la modulation du niveau de la dépense publique. Il s'agit de l'ensemble des dépenses de la puissance publique, dont les dépenses sociales, les aides aux entreprises, les investissements en infrastructures, les aides à la recherche, les exonérations fiscales, la hausse de l'emploi public ou de la rémunération des agents publics, etc.

### Recettes publiques
Le deuxième outil de la politique budgétaire est la modulation des recettes publiques. La puissance publique peut moduler les niveaux des taux d'imposition et les bases fiscales des différents impôts afin d'avoir un effet sur la dépense des ménages et des entreprises, et par conséquent, sur la consommation et l'investissement, ainsi que, pour les entreprises, de la production.

## Effets

### Politique de demande
Si l'État verse davantage d'argent aux ménages (aide sociale), ou leur en prélève moins (baisse des impôts), les ménages vont augmenter leur consommation et la demande adressée aux entreprises (politique de demande). Empiriquement, une hausse de revenus a d'autant plus d'effets que les ménages concernés sont modestes, car ils auront tendance à faiblement épargner tout nouveau revenu (on parle de forte propension à consommer). Mais s'il suffisait de "distribuer du pouvoir d'achat" pour accélérer la croissance, la politique budgétaire serait fort simple. Quantité d'effets négatifs peuvent contrecarrer, voire inverser, une telle politique, par exemple:
- un comportement partiellement ou totalement ricardien des ménages : au lieu de consommer, les ménages épargnent ; les keynésiens considèrent que pour contourner ce comportement, l'État doit augmenter les revenus des ménages défavorisés pour qui toute augmentation de revenu correspond à une augmentation plus importante de la consommation (loi psychologue fondamentale de Keynes).
- si les ménages sont lourdement endettés et surtout si ces dettes sont échues, au lieu de consommer, ils préfèrent se désendetter. Le  bilan du New Deal, (la "Nouvelle Donne", en français), politique économique préconisée par le président des États-Unis, Franklin D. Roosevelt, dans les années 1930, est très modeste.  Sa politique de relance n'a pas produit les effets escomptés. Le taux de croissance est resté modeste et le taux de chômage élevé. Il n'a pas baissé au-dessous de la barre des 17 % de la population active  entre 1929 et 1938. Les résultats ont été meilleurs sur le plan social que sur le plan économique. La politique budgétaire de relance menée par le gouvernement japonais pour désamorcer la dépression économique qui date depuis le début des années 1990 n'a pas produit les effets escomptés. L'espoir de voir la croissance se réaliser et le chômage baisser s'est transformé en un désespoir auto destructeur.
- si la consommation se porte sur des biens importés (parce que les capacités de production internes ne correspondent pas à la nouvelle demande ou saturées), alors la relance est exportée : elle produit ses effets à l'étranger et non dans le pays ; pour augmenter l'efficacité de sa politique de relance, l'État doit, progressivement, encourager la production domestique en la protégeant de la concurrence étrangère par le protectionnisme (théorie de Friedrich List).
- une diminution du travail des ménages, si le revenu octroyé rend le travail financièrement inintéressant. Les ménages augmentent leur salaire de réserve ou réduisent leur offre de travail, la main d'œuvre se raréfie, les coûts de production et par suite les prix augmentent. Pour les classiques, tout salaire supérieur au salaire d'équilibre (celui fixé par la simple rencontre de l'offre et de la demande) est de nature à accroître le chômage. Jacques Rueff considère que tout salaire sans contrepartie productive (comme le SMIC, le SMIG ou l'allocation chômage) est la "cause du chômage permanent"[5].
- pour financer cette politique, le gouvernement devra par exemple accroître sa pression fiscale sur d'autres ménages ou sur les entreprises et/ou s'endetter.

### Politique de l'offre
Si l'État diminue ses prélèvements sur les entreprises (baisse d'impôts, versements d’aides et de subventions), la compétitivité (la vente des produits nationaux) nationale s’améliorera et les entreprises pourront produire à moindres coûts ; elles baisseront alors leurs prix, augmentant indirectement le pouvoir d'achat, et par suite les quantités vendues, ce qui demandera un accroissement de capacité de production, donc des investissements et des offres d'emplois susceptibles de réduire le chômage. Une augmentation du profit des entreprises leur permettra d'investir et provoquera une augmentation du PIB. Ce scénario peut ne pas se réaliser, par exemple
- si les entreprises n'investissent pas leurs éventuels bénéfices supplémentaires, et se contentent de les distribuer à leurs propriétaires ; ceux-ci, a priori aisés (ils épargnent, relativement, plus qu'ils ne consomment), n'augmenteraient que peu leur demande ; pire encore, dans le contexte d'une économie ouverte, les propriétaires peuvent être des étrangers, la politique d'offre produisant alors sa relance à l'étranger. Afin que les entreprises investissent, il est nécessaire que les conditions réglementaires soient favorables à l'activité. Cependant, rien n'empêche les citoyens d'un pays concerné par de telles mesures d'acheter des parts dans les entreprises concernées. Ceci est particulièrement valable en France, pays où la richesse des particuliers s'élevait le 6 avril 2011 à 11 000 milliards d'euros[6].
- si la demande porte sur des produits dont la baisse de prix n'est pas déterminante dans le déclenchement de l'acte d'achat (compétitivité hors prix). Elle est influencée par d'autres caractéristiques (ou fonctionnalités) des produits comme la fiabilité, la performance ou la durabilité. Dans ce cas, la non baisse du prix ou même la hausse de celui-ci restent indolores chez l'acheteur. La baisse des prix n'est pas donc toujours synonyme de compétitivité. Un pays (comme la France, avant l'avènement de l'euro), pour  accroître sa compétitivité, peut   expressément opter pour une stratégie d'augmentation des prix de ses produits exportés par réévaluation de sa devise. Cette politique (celle dite du franc fort) a été couramment utilisée par l'hexagone avant l'adoption de la monnaie unique (l'euro). Dans ce sens, on parle de cercle vertueux de la monnaie forte[7].

### Effet d'éviction
Si l'État s'endette pour financer sa relance (aussi bien pour une politique d'offre que pour une politique de demande), il lui faut offrir des conditions plus avantageuses que les autres emprunteurs potentiels, ménages et entreprises. Ceux-ci pourront alors moins facilement emprunter, les taux d'intérêt augmenteront, les crédits à la consommation comme l'investissement baisseront, le tout contrecarrant la relance.

### Inflation
L'effet exact des dépenses publiques sur l'inflation fait l'objet de débats multiples au sein de la profession économique. Une étude de van der Wielen de 2020 sur des données européennes estime qu'une augmentation des dépenses publiques d'1 point de pourcentage augmente l'inflation de 0,43% sur l'horizon d'un an. En 2013, une étude de Cloyne basée sur des données britanniques estime que l'effet est d'environ 0,6% au cinquième trimestre après le choc.

## Analyse
Le courant keynésien, dominant avant les années 1970, considérait la pratique de politiques de relance comme essentielle. Toutefois, les échecs des politiques de relance dans les années 1970 et au début des années 1980, engendrant les périodes de stagflation et une très forte hausse des dettes publiques, ont remis en question le keynésianisme. L'efficacité du New Deal des années 1930 est très contestée.
La politique budgétaire est désormais utilisée par les États comme un instrument contra-cyclique, de régulation économique, pour lisser (partiellement) les cycles économiques : l'État doit augmenter ses dépenses — ce qui augmente le déficit budgétaire — lors des périodes de ralentissement économique, en particulier lorsque le ralentissement atteint le stade de récession économique. Toutefois, dans les pays de l'Union européenne, le déficit budgétaire ne doit pas dépasser les 2 % du PIB national conformément aux prescriptions du pacte de stabilité et de croissance (PSC) imposées par le traité de Maastricht. En revanche, lors des périodes de trop forte activité (surinvestissement et bulle spéculative, inflation en hausse, etc.), il doit diminuer ses dépenses voire les arrêter et augmenter ses recettes fiscales par la hausse des impôts.
La réduction de la dette publique pendant les périodes favorables (ou d'expansion) est essentielle pour avoir les capacités d'intervenir à nouveau lors de la crise suivante.
Pour les principaux courants économiques contemporains, comme celui de la synthèse néoclassique, la politique budgétaire peut être bénéfique, mais elle perturbe également le bon fonctionnement économique et endette l'État, l'effet d'hystérèse empêchant généralement les dépenses publiques de re-diminuer.
La mondialisation économique et l'augmentation de la part des importations dans le PIB (les économies sont de plus en plus ouvertes) diminuent l'effet de cercle vertueux de la politique budgétaire. Une partie des effets sont alors perdus, et la politique budgétaire contribue, plus qu'avant, à relancer l'économie des pays voisins.

## Critiques et limites

### Incohérence temporelle
Une des principales critiques adressées aux politiques budgétaires est liée l'incohérence temporelle des politiques publiques. Du fait de la difficulté pour les décideurs politiques d'anticiper la conjoncture économique, ainsi que de la lenteur de l'action de la politique budgétaire, une politique adéquate à un moment t ne l'est plus à un moment t+1. 
Afin de pallier cette difficulté, les économistes recommandent de mettre en place et de laisser jouer des stabilisateurs automatiques. En effet, les politiques budgétaires « discrétionnaires » passées ont connu certains échecs et ont contribué à accroître la dette publique. Elles ont néanmoins eu également le vent en poupe, en favorisant l'emploi, par exemple dans la période des Trente Glorieuses.

### Effet déstabilisateur
Portée à l'extrême, la politique budgétaire, lorsqu'elle est mal configurée, peut avoir des effets déstabilisants sur l'économie.